# Guislabert I de Rosselló
|  | Per a altres significats, vegeu «Guislabert I de Barcelona». |

Guislabert I de Rosselló (? - 1013) fou comte de Rosselló (991-1013). Fill de Gausfred I, comte d'Empúries i de Rosselló. A la mort d'aquest, els seus dos fills hertaren per separat els dos comtats, naixent així una dinastia privativa per a cada un d'ells. Mentre Guislabert rebia el Rosselló, el seu germà Hug rebia Empúries. Tot i la separació dels comtats, ambdós comtes van seguir mantenint possessions dis el territori de l'altre, provocant sovint relacions hostils entre els dos germans, així com els seus successors. El 1013, a la mort de Guislabert, el seu germà Hug I d'Empúries va envair el comtat de Rosselló, que no abandonà definitivament fins al 1020. Es casà amb una donzella anomenada Beliarda, amb la qual va tenir:
- Gausfred II de Rosselló (?-1074), comte de Rosselló
- Sunyer de Rosselló (?-1031), bisbe d'Elna
- Berenguer de Rosselló (?-1053), bisbe d'Elna